# Schistostoma eremita
Schistostoma eremita är en tvåvingeart som beskrevs av Becker 1902. Schistostoma eremita ingår i släktet Schistostoma och familjen styltflugor.
Artens utbredningsområde är Egypten. Inga underarter finns listade i Catalogue of Life.